# Chick Hodlur, Bagalkot
Chick Hodlur là một làng thuộc tehsil Bagalkot, huyện Bagalkot, bang Karnataka, Ấn Độ.